# Huslenky
Huslenky est une commune du district de Vsetín, dans la région de Zlín, en République tchèque. Sa population s'élevait à 2 214 habitants en 2020.

## Géographie
Huslenky est arrosée par la Vsetínská Bečva et se trouve à 9 km au sud-est de Vsetín, à 33 km à l'est-nord-est de Zlín, à 109 km à l'est de Brno et à 277 km à l'est-sud-est de Prague.
La commune est limitée par Hovězí à l'ouest et au nord-ouest, par Halenkov au nord-est, par la Slovaquie au sud-est, par Valašská Senice et Zděchov au sud.

## Histoire
La première mention écrite du village date de 1505.